# Pia Cramling
Pia Ann Rosa-Della Cramling (Estocolmo, 23 de abril de 1963) es una ajedrecista sueca. El 14 de febrero de 1992 en el Torneo Abierto de Berna, consiguió el título de Gran Maestro, y en el año 2003 se proclamó campeona de Europa. Cramling vive desde 1988 en España, y está casada con el GM Juan Manuel Bellón López.

## Carrera ajedrecística
Cramling comenzó a jugar al ajedrez cuando tenía diez años y se unió al club de ajedrez SK Passanten. A los doce años participó en sus primeras competencias y en 1978 representó a Suecia en las Olimpiadas Femeninas de Buenos Aires.
Durante varios años fue la representante de Suecia en el campeonato mundial de cadetes y junior en la clase abierta. Cramling jugó el campeonato de ajedrez de Suecia en varias ocasiones, como el campeonato sueco de Uppsala del 16 al 24 de julio de 2016, donde fue una de las diez jugadoras que logró la medalla de oro en el grupo del Campeonato Sueco, que ahora cambió su nombre a la Clase Campeona Sueca en colaboración con Erik Penser.
Cramling es, aparte de Judit Polgar (quien eligió no participar en eventos femeninos), la única mujer que ganó el título de Gran Maestro de ajedrez antes del año 2000. Nunca ganó la corona de campeona del mundo femenina. Según Cramling, una explicación para esto es que el Campeonato del Mundo es un esfuerzo de equipo, y las naciones de ajedrez más prominentes pueden brindar mejor apoyo a sus jugadores en eventos importantes. 
Sin embargo, Cramling ha estado cerca de conquistar este título en cuatro ocasiones (todas en diferentes décadas). En el torneo de Candidatos de 1986 y 1996, llegó en cuarto y tercer lugar respectivamente. Dado que el Campeonato Mundial Femenino se llevó a cabo con el formato eliminatorio, llegó a las semifinales en 2008 y 2015. Estos últimos resultados la capacitaron para jugar en la serie del Gran Premio de la Mujer FIDE en 2009–11 y 2015–16 respectivamente. 
Ella ha tenido mayor éxito en Europa, donde ganó el Campeonato Europeo Femenino de Ajedrez Individual en 2003 y 2010. En 2006, ganó el Accentus Ladies Tournament en Biel.
En las competiciones por equipos, Cramling representó a Suecia en la Olimpiada de Ajedrez (abierto y femenino), en el Campeonato Europeo de Ajedrez por Equipos (abierto y femenino), en la Olimpiada de Telechess y en la Copa Nórdica. En la Olimpiada de Ajedrez Femenino, ganó la medalla de oro individual como la mejor jugadora del tablero 1 (según el rendimiento de la calificación) en 1984 y 1988. En la Copa Europea de Clubes de Mujeres, Cramling ganó la medalla de oro del equipo en 2007, 2008, 2010, 2012, 2013 y 2016, jugando para el equipo Cercle d'Echecs Monte Carlo.

## Estilo de juego
Con blancas, Pia Cramling suele jugar aperturas de doble peón dama (1.d4 d5). Con negras, Cramling suele responder con la defensa siciliana (1 ... c5) contra 1.e4 y con la defensa eslava (1 ... d5 2.c4 c6) contra 1.d4.
Su punto fuerte como jugadora de ajedrez, según ella misma, es su concentración; en una entrevista ha dicho al respecto que "entonces estoy en una burbuja y no tengo ni idea de lo que pasa a mi alrededor". Es especialista en maniobras estratégicas posicionales pequeñas y constantes, que finalmente conducen a un mejor tipo de posición.[cita requerida]

## Vida personal
Cramling está casada con el gran maestro español Juan Manuel Bellón López. Vivió en España durante varios años, pero recientemente se mudó a Suecia. Tienen una hija, Anna Cramling, que jugó para el equipo de ajedrez femenino sueco en la 42.ª Olimpiada de Ajedrez de Bakú en 2016 en el cuarto tablero.